# コンテンポラリー・ワーシップ
コンテンポラリー・ワーシップ（「現代的礼拝」の意味、英語: contemporary worship）という用語は、20世紀末の西洋の福音主義的プロテスタントの教会の中の一般的にキリスト教礼拝の形に言及される。元々は、カリスマ運動に定義される、しかし、カリスマ神学に同意しない多くの者を含めて、今は幅広い教会の中に修正されて拡大して見られる。コンテンポラリー・ワーシップは、形式的でないセッティングの現代ワーシップ・ミュージックの使用に特徴付けられる。会衆は会衆讃美の中に大きな典型的な礼拝の姿を含む。

## 歴史
歴史的には、コンテンポラリー・ワーシップ現象は北アメリカの1960年代のジーザス・ムーヴメントとオーストラリアとニュージーランドの1970年代と1980年代のカリスマ・リニューアル・ムーヴメントから起こった。礼拝における音楽の機能、歌のスタイルと彼らの演奏、歌詞の明白な神学、それらの側面によって指し示されている神学は伝統的な慣習と神学の背景から、コンテンポラリー・ミュージックを区別する。
コンテンポラリー・ワーシップ・ミュージックは礼拝の重要な部分をとり、節の繰り返しは礼拝の神学的内容を補強する。印象派、信条や形式的祈りがほとんど使われないのだが、印象は高まる。神学的にコンテンポラリー・ワーシップ・ミュージックはペンテコステと福音的神学の影響を受けている。しかしながら、この現象は主要な教団にある程度影響を与えている。これは、広く教会間の習慣における広い多様性である。
コンテンポラリー・ワーシップは本質的にコンテンポラリー・クリスチャン・ミュージック産業に関係している。

## 論争
コンテンポラリー・ワーシップによる変化は多くの教会で大きな論争（時々「ワーシップ戦争」と呼ばれる）の基になってきた。ある反対意見が、礼拝のなれたスタイルの変化に抵抗を最初の理由として起こっている一方、もっと実質的な関心も起こってきた。
コンテンポラリー・ワーシップの音楽的スタイルはポピュラー音楽からたくさんの影響を受けており、現代の楽器を使用しているということは共通認識である。反対者はこの音楽のスタイルが「世的」で不道徳なライフスタイルに関係していると感じる。大変少数の神学者が礼拝の通常の原則の解釈に基づいて反論している。
これに加えた議論が、伝統的な讃美歌とはことなり、カリスマ神学を時々反映している、多くのコンテンポラリー・ワーシップ・ミュージックの詩的内容から原因している。増加している影響が、裏口よりカリスマの教えの導入として見られる。これに加えて、批判は、多くのコンテンポラリー・ワーシップ・ソングの、平凡で深みに欠けると感じられている、単純な用語法から発生している。
最終的に批判家は、増加している音楽のすべて（時々バンドによって演奏される）がコンサートとパフォーマンスの雰囲気を作り出していると非難しながら、ワーシップ礼拝が実際にエンターテイメントであると議論している。
コンテンポラリー・ワーシップに対する反論は、カリスマ運動に反対している、教会の保守的な福音派から聞こえる。

## 実際的詳細

### ブラック・ワーシップ
コンテンポラリー・ワーシップは標準的にセッションの中に、少し挿入の語りもしくは語りなしで、多くの曲を含んでいる。もっと伝統的なワーシップの形では、祈りと、朗読、式文などで間を飾る讃美歌が標準である。伝統的な習慣は「讃美・祈りサンドウィッチ」と現代的なブラック・ワーシップの形、または「プレイズ・アンド・ワーシップ」をして時々言及される。

### ワーシップ・リーダー
コンテンポラリー・ワーシップの有名な特徴は、ワーシップ・リーダーである。ワーシップ・リーダーはほとんどは、会衆讃美を導く役目をする良い歌唱能力があるミュージシャン（ギタリストまたピアニスト）である。多くのコンテンポラリー・ワーシップ・ソングの作曲者はまた、ワーシップ・リーダーである。（グラハム・ケンドリック、ドン・モーエンなど）ワーシップ・リーダーはコンテンポラリー・ワーシップ礼拝において重要な役割があるそして、集会の霊的な監督に責任があり、そして時々歌われる曲を選曲する。これは、礼拝が標準的にたくさんの聖職者によって導かれる、伝統的な教会と対照的である。

### ワーシップ・バンド
コンテンポラリー・ワーシップ・ミュージックのスタイルはポピュラー音楽に影響を受けており、伝統的な教会のオルガンに合わない。ほとんどの教会はコンテンポラリー・ワーシップを取り入れている、それ故に、礼拝の間讃美を供給するワーシップ・バンドやプレイズ・バンドを持っている。他の用語で、ワーシップ・チーム、ワーシップ・グループ、プレイズ・チーム、またはミュージック・グループである。ワーシップ・バンドは福音的教派では最も一般的である、ローマ・カトリックと同様に、他のプロテスタント教会の中に見られる。
ほとんどのワーシップ・バンドは教会に基づいている、そして、自分の教会の他所ではめったに演奏しない。しかしながら、あるコンテンポラリー・クリスチャン・ミュージック・バンドはイベントのために演奏したり、録音したりする。
ワーシップ・バンドは多様な作曲を持ち、多様な非伝統的な教会の楽器を使用する。1970年代と1980年代には、アコースティック弦楽器と木管楽器によるフォーク・ミュージック・スタイルが一般的であった。今日、ロックの影響が大きくなり、電子楽器の使用が拡大している。
ワーシップ・バンドは標準的にボーカリストとワーシップ・リーダーを福音でいる、そして、時々教会はバンドと聖歌隊を両方っているけれど、伝統的教会の聖歌隊とパイプオルガンに代わって、会衆の讃美を導く。ワーシップ・バンドは、若者の礼拝者のために、礼拝に現代的な音を創造することができる。ワーシップ・バンドは普段は教会に行かない来会者が快適に感じる事ができるようにという原則を利用している。

### スクリーンへの歌詞の投影
カリスマ運動の結果として、非常に多くの歌が書かれた。それで、一冊の本が歌われるすべての曲を含んでいる事がまれになり、曲の展開が急激になったので、教会にとって讃美歌集とソングブックを使う事が実用的ではなくなった。
それゆえに多くの教会では、歌の歌詞を一つかそれ以上のスクリーンに映し出す、ワーシップの現代的なスタイルを導入した。元々、OHPと時々スライド・プロジェクターの使用がなされた、しかし、ビデオ・プロジェクターの価格が下がり、機能が向上したので、コンピューター・システムがもっと一般的になった。特別仕様のソフト、ワーシップ・プレゼンテーション・プログラムは、ディスプレーのイメージを作り出す機能が発達した。

### 創造的芸術
コンテンポラリー・ワーシップは従来の礼拝の形式には見られない他の要素を含んでいる。典型的に寸劇の形の、ドラマが時々説教のトピックの要約として用いられる。ダンスが共通である、バレエと即興的なダンスが、礼拝の表現と再び説教の目的で含まれる。時々、短いビデオまたフィルム・クリップが見せられる。

## ブレンディッド・ワーシップ
以前に記したように、礼拝に関することは教会内で、非常に加熱した議論の題材（特別に音楽の選択）になる。それは、とき誤記みんなに受け入れられるようなスタイルを導入する必要がある、そして、近年は伝統的と現代的両方の要素を取り入れたブレンディッド・ワーシップ（混合礼拝）が創造された。これらの要素は、楽器の違いに限定されない。たとえば、オルガンは、声の聖歌隊によってなるプレイズ・チームと共に使われ、金管楽器と木管楽器は、ドラムセットのエレキ・ギターとアコースティック・ギターと同じように使用する。

## 日本でのコンテンポラリー・ワーシップ
日本では、ミクタムレコードがアメリカ・イギリスのコンテンポラリー・クリスチャン・ミュージックの曲に訳詞をつけて、日本流のバンドで演奏した録音が発売された。小坂忠らが日本全国のツアー演奏、ジェリコ・ジャパン、マーチ・フォー・ジーザスなどの集会を通して日本の福音派の教会に広めた。今日も、カリスマ派、一部の福音派の教会を中心に浸透している。
しかし、カリスマ運動の影響とコンテンポラリー・ワーシップの礼拝スタイルを強調した、日本リバイバル同盟の設立以降、伝統的な福音派の教会は距離を置くようになっている。
また、ノア・ミュージック・ミニストリーは、従来欧米の翻訳が多かった、ワーシップソングに対して、日本語のオリジナルのワーシップソングを作曲・演奏・録音して発売し、日本のカリスマ派と福音派の教会で用いられている。

## コンテンポラリー・ワーシップ行う著名な教会
- 新宿シャローム教会
  - チャーチオブグローリー
- 新城教会
- 秋津福音教会（小坂忠が牧師をしている）
- 神木キリスト教会（ノア・ミュージック・ミニストリーの教会）